# Стела Банкова
Стела Димитрова Ангелова-Банкова (по-известна като Стела Банкова) е български политик, народен представител в XXXIX и XL народно събрание, кандидат за вицепрезидент на България с Петър Берон на изборите през 2006 г.
Родена е на 11 март 1950 г. в с. Тлачене, България. Завършва българска филология; по професия е преподавател., около 15 години работи в Министерството на културата – преди и след 1989 г. Владее руски език и е омъжена (към 2005 г.).

## В XXXIX народно събрание
От 5 юли 2001 до 17 юни 2005 г. Стела Банкова е народен представител в XXXIX народно събрание. Избрана е от листата на НДСВ в Ловеч. Член е на Комисията по културата и заместник-председател на Комисията по жалбите и петициите на гражданите.
През март 2002 г., заедно с петима други депутати, е изключена или напуска парламентарната група на НДСВ.  Отстранена е и от парламентарните комисии, на които е член. Причината е писмо до министър-председателя и ръководител на НДСВ Симеон Сакскобургготски с искане за промени в икономическата и социалната политика на държавата, предваритерлно оповестено пред медиите.
От 8 март 2002 г. до 10 февруари 2003 г. е независим народен представител. От 5 март 2003 г. до 28 януари 2004 г. е заместник-председател на Парламентарна група „Национален идеал за единство“ (НИЕ). Отново е член в комисии: Комисията по културата (3 април 2003 г. – 16 юни 2004 г.) и Комисията по жалбите и петициите на гражданите (от 3 април 2003 до края на мандата на НС). От 28 януари 2004 г. е отново независим народен представител.

## В XL народно събрание
От 13 юли 2005 г. е народен представител в XL народно събрание. Влиза в парламента от листата на Коалиция „Атака“ в избирателен район 15 – Плевен. Тя е заместник-председател на парламентарната група на коалицията до 15 март 2006 г., когато напуска групата поради несъгласие с политиката ѝ.
Член е на Комисията по околната среда и водите и заместник-председател на Комисията по труда и социалната политика.

### Внесени законопроекти
- 11 юли 2005 г. – Стела Банкова, заедно с Минчо Христов, внася първия законопроект в XL народно събрание, предвиждащ отмяна на реституцията на всички имоти на Симеон Сакскобургготски и роднините му;[7] към март 2007 проектът все още не е подложен на гласуване.
- 21 юли 2005 г. – промяна на Наказателния кодекс (заедно с Минчо Христов); отхвърлен на 13 юли 2006 г.
- 27 юли 2005 г. – промяна на Закона за Българска народна банка (заедно с Минчо Христов); към март 2007 г. проектът не е подложен на гласуване.
- 10 август 2005 г. – промяна на Закона за концесиите (заедно с Минчо Христов); към март 2007 г. проектът не е подложен на гласуване.
- 25 август 2005 г. – промяна на Закона за гарантиране на влоговете в банките (заедно с Минчо Христов); отхвърлен на 25 юли 2006 г.
- 23 май 2006 г. – промяна на Закона за енергетиката (заедно с Минчо Христов); отхвърлен на 8 юни 2006 г.
- 8 септември 2006 г. – промяна на Закона за допитване до народа (заедно с Минчо Христов); към март 2007 г. проектът не е подложен на гласуване.
- 2 ноември 2006 г. – промяна на Наказателния кодекс (заедно с Минчо Христов); към март 2007 г. проектът не е подложен на гласуване.
- 20 декември 2006 г. – промяна на Закона за енергетиката (заедно с Минчо Христов); към март 2007 г. проектът не е подложен на гласуване.

## Политика
- За социална политика.
- За връщане на държавата на имотите на Симеон Сакскобургготски, които според нея са незаконно придобити от него.[8]
- Против изпращането на български войници в Ирак.[9]
- Против (със само още четирима гласували) поправките в конституцията, които позволяват на чужденци да закупуват земя в България след 2014 г.[10]
- Против спирането на III и IV блок на АЕЦ Козлодуй. Банкова е единственият депутат, който гласува „против“ договора за присъединяването на България към ЕС. Стела Банкова обяснява, че подкрепя процеса на евроинтеграция на страната, но е гласувала „против“ заради „чл. 30 от договора, според който България се обвързва с окончателното спиране на III и IV блок на АЕЦ-Козлодуй през 2006 г.“ [11]

През 2006 година се кандидатира за вицепрезидент, заедно с Петър Берон, като двамата получават по-малко от 1% от подадените гласове.
| Резултати от президентските избори в България на 22/29 октомври 2006 година | Резултати от президентските избори в България на 22/29 октомври 2006 година | Резултати от президентските избори в България на 22/29 октомври 2006 година | Резултати от президентските избори в България на 22/29 октомври 2006 година | Резултати от президентските избори в България на 22/29 октомври 2006 година | Резултати от президентските избори в България на 22/29 октомври 2006 година | Резултати от президентските избори в България на 22/29 октомври 2006 година |
| --- | --------------------------------------------------------------------------- | --------------------------------------------------------------------------- | --------------------------------------------------------------------------- | --------------------------------------------------------------------------- | --------------------------------------------------------------------------- | --------------------------------------------------------------------------- |
| \| Кандидат-президент \| Кандидат-вицепрезидент \| Издигнати от: \| Гласове на I тур \| Процент гласове на I тур \| Гласове на II тур \| Процент гласове на II тур \| \| ------------------------------------ \| ---------------------- \| ------------------------------ \| ---------------- \| ------------------------ \| ----------------- \| ------------------------- \| \| Неделчо Беронов \| Юлиана Николова \| Инициативен комитет \| 271 078 \| 9,753% \| \| \| \| Любен Петров \| Нели Топалова \| Инициативен комитет \| 13 854 \| 0,498% \| \| \| \| Георги Първанов \| Ангел Марин \| Инициативен комитет \| 1 780 119 \| 64,047% \| 2 050 488 \| 75,948% \| \| Григор Велев \| Йордан Мутафчиев \| Целокупна България \| 19 857 \| 0,714% \| \| \| \| Петър Берон \| Стела Банкова \| Инициативен комитет \| 21 812 \| 0,785% \| \| \| \| Волен Сидеров \| Павел Шопов \| ПП „Атака“ \| 597 175 \| 21,486% \| 649 387 \| 24,052% \| \| Георги Марков \| Мария Иванова \| Ред, законност и справедливост \| 75 478 \| 2,716% \| \| \| \| Общо: \| Общо: \| Общо: \| 2 779 373 \| 2 779 373 \| 2 699 875 \| 2 699 875 \| \| Десница и център Крайно дясно Левица \| \| \| \| \| \| \| |                                                                             |                                                                             |                                                                             |                                                                             |                                                                             |                                                                             |
| Кандидат-президент | Кандидат-вицепрезидент                                                      | Издигнати от:                                                               | Гласове на I тур                                                            | Процент гласове на I тур                                                    | Гласове на II тур                                                           | Процент гласове на II тур                                                   |
| Неделчо Беронов | Юлиана Николова                                                             | Инициативен комитет                                                         | 271 078                                                                     | 9,753%                                                                      |                                                                             |                                                                             |
| Любен Петров | Нели Топалова                                                               | Инициативен комитет                                                         | 13 854                                                                      | 0,498%                                                                      |                                                                             |                                                                             |
| Георги Първанов | Ангел Марин                                                                 | Инициативен комитет                                                         | 1 780 119                                                                   | 64,047%                                                                     | 2 050 488                                                                   | 75,948%                                                                     |
| Григор Велев | Йордан Мутафчиев                                                            | Целокупна България                                                          | 19 857                                                                      | 0,714%                                                                      |                                                                             |                                                                             |
| Петър Берон | Стела Банкова                                                               | Инициативен комитет                                                         | 21 812                                                                      | 0,785%                                                                      |                                                                             |                                                                             |
| Волен Сидеров | Павел Шопов                                                                 | ПП „Атака“                                                                  | 597 175                                                                     | 21,486%                                                                     | 649 387                                                                     | 24,052%                                                                     |
| Георги Марков | Мария Иванова                                                               | Ред, законност и справедливост                                              | 75 478                                                                      | 2,716%                                                                      |                                                                             |                                                                             |
| Общо: | Общо:                                                                       | Общо:                                                                       | 2 779 373                                                                   | 2 779 373                                                                   | 2 699 875                                                                   | 2 699 875                                                                   |
| Десница и център Крайно дясно Левица |                                                                             |                                                                             |                                                                             |                                                                             |                                                                             |                                                                             |